# Requisitos de visado para ciudadanos uruguayos
Los requisitos de visado para los ciudadanos uruguayos son restricciones administrativas de entrada impuestas por las autoridades de otros estados a los ciudadanos de Uruguay.
A partir de 2024, los ciudadanos uruguayos tenían acceso sin visa o con visa a la llegada a 156 países y territorios, lo que sitúa al Pasaporte uruguayo en el puesto 26 en el mundo según el Índice de Pasaportes de Henley.
Para viajar dentro de Sudamérica (excepto las Guyanas, Surinam y dependencias europeas), los uruguayos no necesitan usar pasaporte, ya que pueden utilizar su cédula de identidad. Los ciudadanos naturalizados "ciudadanos legales" de Uruguay actualmente enfrentan desafíos al viajar internacionalmente, ya que su pasaporte y cédula de identidad uruguaya mostrarán el país de nacimiento como "nacionalidad", lo que ocasiona problemas al viajar.{{Reconocimiento del estado uruguayo que deben solucionar los pasaportes uruguayos y permitir la naturalizácion plena.}}

## Mapa de requisitos de visa

Requisitos de visa para ciudadanos uruguayos que poseen pasaportes ordinarios
Uruguay
Viaje con tarjeta de identificación
Visa no requerida
Visa a la llegada
eVisa
Visa disponible tanto a la llegada como en línea
Visa requerida

## Requisitos de visa
Requisitos de visa para titulares de pasaportes normales que viajan con fines turísticos:
Uruguay es miembro pleno del Mercosur. Como tal, sus ciudadanos disfrutan de acceso ilimitado a cualquiera de los otros miembros plenos (Argentina, Brasil y Paraguay) y miembros asociados (Bolivia, Chile, Colombia, Ecuador y Perú) con derecho a residencia y trabajo, sin otro requisito que no sea la nacionalidad.
Los ciudadanos de estos 9 países (incluido Uruguay) pueden solicitar la concesión de "residencia temporaria" por hasta 2 años en otro país del bloque. Luego, pueden solicitar "residencia permanente" justo antes de que expire el plazo de su "residencia temporaria".

| País                            | Requisito de visa                 | Estancia permitida | Notas (excluyendo tasas de salida) |
| ------------------------------- | --------------------------------- | ------------------ | --- |
| Afganistán                      | Se requiere visa                  |                    | - Los visitantes nacidos en Afganistán no requieren visa. - Todos los visitantes son registrados con sus huellas dactilares, y se requiere registrarse en el Ministerio de Asuntos Exteriores al llegar. - Los talibanes aceptan visas emitidas por misiones diplomáticas que no estén bajo su control. |
| Albania                         | No se requiere visa               | 90 días            | |
| Argelia                         | Se requiere visa                  |                    | - La solicitud de visa de turista para Argelia debe ir acompañada de un certificado de alojamiento. - Las personas pueden ser denegadas la entrada si entran con un pasaporte que contiene visas o sellos emitidos por Israel. |
| Andorra                         | No se requiere visa               |                    | |
| Angola                          | No se requiere visa               | 30 días            | |
| Antigua y Barbuda               | eVisa                             |                    | |
| Argentina                       | No se requiere visa               | 3 meses            | - Se permite la entrada con una cédula de identidad uruguaya válida que tenga menos de 10 años. - Los uruguayos pueden vivir y trabajar legalmente en Argentina bajo el acuerdo de inmigración del Mercosur (y Miembros Asociados) sin otro requisito que ser ciudadano por nacimiento o ciudadano naturalizado por más de 5 años, y pasar una verificación de antecedentes. - Los visitantes son registrados con sus huellas dactilares (huella del pulgar derecho) y fotografiados al ingresar. |
| Armenia                         | No se requiere visa               | 3 meses            | |
| Australia y territorios         | Se requiere visa en línea         |                    | - Se puede solicitar en línea (Visa de visitante en línea e600). |
| Austria                         | No se requiere visa               | 90 días            | - 90 días dentro de cualquier período de 180 días en el Área Schengen. - Permiso de residencia (Aufenthaltstitel) para estadías de más de 90 días obtenible después de la llegada bajo ciertas condiciones. |
| Azerbaiyán                      | Se requiere visa                  |                    | |
| Bahamas                         | No se requiere visa               | 3 meses            | |
| Baréin                          | eVisa / Visa a la llegada         | 14 días            | - La visa también se puede obtener en línea. |
| Bangladés                       | Visa a la llegada                 | 30 días            | - Disponible en los aeropuertos internacionales Shahjalal de Daca, Shah Amanat de Chittagong, y Osmani de Sylhet. |
| Barbados                        | No se requiere visa               | 90 días            | |
| Bielorrusia                     | No se requiere visa               | 30 días            | - Debe llegar y salir a través del Aeropuerto Internacional de Minsk. |
| Bélgica                         | No se requiere visa               | 90 días            | - 90 días dentro de cualquier período de 180 días en el Área Schengen. |
| Belice                          | No se requiere visa               | 90 días            | |
| Benín                           | eVisa                             | 30 días            | - Se requiere el Certificado Internacional de Vacunación o Profilaxis. - Las e-Visas están disponibles por 30 o 90 días. |
| Bután                           | eVisa                             |                    | - Tarifa de Desarrollo Sostenible de 200 USD por día para casi todos los visitantes a Bután. - Los solicitantes de visa de turista pueden obtener una visa a la llegada. |
| Bolivia                         | No se requiere visa               | 90 días            | - Se permite la entrada con una cédula de identidad uruguaya válida que tenga menos de 10 años. - Los uruguayos pueden vivir y trabajar legalmente en Bolivia bajo el acuerdo de inmigración del Mercosur (y Miembros Asociados) sin otro requisito que ser ciudadano por nacimiento o ciudadano naturalizado por más de 5 años, y pasar una verificación de antecedentes. |
| Bosnia y Herzegovina            | No se requiere visa               | 90 días            | - 90 días dentro de cualquier período de 6 meses. - El registro en la policía local dentro de las 24 horas posteriores a la llegada es obligatorio. |
| Botsuana                        | No se requiere visa               | 90 días            | - 90 días dentro de cualquier período de un año. |
| Brasil                          | No se requiere visa               | 90 días            | - Se permite la entrada con una cédula de identidad uruguaya válida que tenga menos de 10 años. - Los uruguayos pueden vivir y trabajar legalmente en Brasil bajo el acuerdo de inmigración del Mercosur (y Miembros Asociados) sin otro requisito que ser ciudadano por nacimiento o ciudadano naturalizado por más de 5 años, y pasar una verificación de antecedentes. - Los uruguayos pueden solicitar el estatus de residente permanente legal en Brasil en cualquier momento. |
| Brunéi                          | Se requiere visa                  |                    | |
| Bulgaria                        | No se requiere visa               | 90 días            | - 90 días dentro de cualquier período de 180 días. |
| Burkina Faso                    | eVisa                             |                    | - Se requiere el Certificado Internacional de Vacunación o Profilaxis. |
| Burundi                         | Visa a la llegada                 | 1 mes              | - Visa a la llegada disponible en el Aeropuerto Internacional de Bujumbura, y en todos los pasos fronterizos terrestres. |
| Camboya                         | eVisa / Visa a la llegada         | 30 días            | - La visa también se puede obtener en línea. - Todos los visitantes son registrados mediante huellas dactilares a su llegada y salida. |
| Camerún                         | eVisa                             |                    | - La visa prearreglada se puede recoger a la llegada. - Se requiere el Certificado Internacional de Vacunación o Profilaxis y registros de inmunización actualizados. |
| Canadá                          | Se requiere visa                  |                    | |
| Cabo Verde                      | Visa a la llegada                 |                    | - No disponible en todos los puntos de entrada. |
| República Centroafricana        | Se requiere visa                  |                    | |
| Chad                            | Se requiere visa                  |                    | - La visa prearreglada se puede recoger a la llegada. |
| Chile                           | No se requiere visa               | 90 días            | - Se permite la entrada con una cédula de identidad uruguaya válida que tenga menos de 10 años. - Los uruguayos pueden vivir y trabajar legalmente en Chile bajo el acuerdo de inmigración del Mercosur (y Miembros Asociados) sin otro requisito que ser ciudadano por nacimiento o ciudadano naturalizado por más de 5 años, y pasar una verificación de antecedentes. |
| China                           | Se requiere visa                  |                    | - Libre de visa para Hong Kong y Macao por 90 días. |
| Colombia                        | No se requiere visa               | 90 días            | - 90 días - ampliable hasta 180 días dentro de un período de un año. - Se permite la entrada con una cédula de identidad uruguaya válida que tenga menos de 10 años. - Los uruguayos pueden vivir y trabajar legalmente en Colombia bajo el acuerdo de inmigración del Mercosur (y Miembros Asociados) sin otro requisito que ser ciudadano por nacimiento o ciudadano naturalizado por más de 5 años, y pasar una verificación de antecedentes. |
| Comoras                         | Visa a la llegada                 | 45 días            | |
| República del Congo             | Se requiere visa                  |                    | - No se requiere visa para pasajeros con una carta de invitación V.I.P. - Se requiere el Certificado Internacional de Vacunación o Profilaxis. - Se requiere una carta de invitación o prueba escrita de una reserva de hotel. |
| República Democrática del Congo | eVisa                             | 7 días             | - El pasajero con una carta (Visa Volant) emitida por el Ministerio del Interior y Seguridad puede obtener una visa a la llegada. - Se requiere el Certificado Internacional de Vacunación o Profilaxis. - Se requiere registro. |
| Costa Rica                      | No se requiere visa               | 90 días            | |
| Costa de Marfil                 | eVisa                             | 3 meses            | - Los titulares de e-Visa deben llegar a través del Aeropuerto de Port Bouet. |
| Croacia                         | No se requiere visa               | 90 días            | - 90 días dentro de cualquier período de 180 días en el Área Schengen. |
| Cuba                            | Se requiere tarjeta de turista    | 90 días            | - Se puede extender hasta 90 días con una tarifa. |
| Chipre                          | No se requiere visa               | 90 días            | - 90 días dentro de cualquier período de 180 días. |
| República Checa                 | No se requiere visa               | 90 días            | - 90 días dentro de cualquier período de 180 días en el Área Schengen. |
| Dinamarca                       | No se requiere visa               | 90 días            | - 90 días dentro de cualquier período de 180 días en el Área Schengen. |
| Yibuti                          | eVisa                             | 90 días            | |
| Dominica                        | No se requiere visa               | 6 meses            | |
| República Dominicana            | No se requiere visa               | 90 días            | |
| Ecuador                         | No se requiere visa               | 90 días            | - Se permite la entrada con una cédula de identidad uruguaya válida que tenga menos de 10 años. - Los uruguayos pueden vivir y trabajar legalmente en Ecuador bajo el acuerdo de inmigración del Mercosur (y Miembros Asociados) sin otro requisito que ser ciudadano por nacimiento o ciudadano naturalizado por más de 5 años, y pasar una verificación de antecedentes. |
| Egipto                          | Visa a la llegada                 | 30 días            | - Visa electrónica emitida por 30 días. - Viaje sin visa para turistas que lleguen a los aeropuertos de Sharm El Sheikh, Santa Catalina, o Taba y permanezcan en los resorts del Sinaí hasta 15 días. |
| El Salvador                     | No se requiere visa               | 3 meses            | |
| Guinea Ecuatorial               | eVisa                             |                    | |
| Eritrea                         | Se requiere visa                  |                    | - La visa prearreglada se puede recoger a la llegada. - Se requiere permiso para salir de la capital. |
| Estonia                         | No se requiere visa               | 90 días            | - 90 días dentro de cualquier período de 180 días en el Área Schengen. |
| Suazilandia                     | No se requiere visa               | 30 días            | |
| Etiopía                         | eVisa                             | hasta 90 días      | - Los titulares de e-Visa deben llegar a través del Aeropuerto Internacional de Bole, Addis Abeba. |
| Fiyi                            | No se requiere visa               | 4 meses            | |
| Finlandia                       | No se requiere visa               | 90 días            | - 90 días dentro de cualquier período de 180 días en el Área Schengen. |
| Francia y territorios           | No se requiere visa               | 90 días            | - 90 días dentro de cualquier período de 180 días en el Área Schengen. |
| Gabón                           | eVisa                             | 90 días            | - Las e-Visas están disponibles por uno a seis meses. - Los titulares de visa electrónica deben llegar a través del Aeropuerto Internacional de Libreville. - Se requiere el Certificado Internacional de Vacunación o Profilaxis. |
| Gambia                          | Se requiere visa                  |                    | |
| Georgia                         | No se requiere visa               | 90 días            | |
| Alemania                        | No se requiere visa               | 90 días            | - 90 días dentro de cualquier período de 180 días en el Área Schengen. |
| Ghana                           | Se requiere visa                  |                    | - Se puede recoger la visa prearreglada a la llegada. - Se requiere el Certificado Internacional de Vacunación o Profilaxis. - Se requiere una visa de entrada múltiple válida por 1 año a partir de la fecha de emisión a la llegada a Ghana. |
| Grecia                          | No se requiere visa               | 90 días            | - 90 días dentro de cualquier período de 180 días en el Área Schengen. |
| Países Bajos                    | No se requiere visa               | 90 días            | - 90 días dentro de cualquier período de 180 días en el Área Schengen. |
| Nueva Zelanda                   | Autorización Electrónica de Viaje | 3 meses            | - Se debe pagar el Levy de Conservación y Turismo de Visitantes Internacionales al solicitar una Autorización Electrónica de Viaje. - Los titulares de una Visa de Residente Permanente Australiana o una Visa de Retorno de Residente pueden obtener una Visa de Residente de Nueva Zelanda a la llegada, permitiendo una estancia indefinida (según el Acuerdo de Viaje Trans-Tasman), sujeto a requisitos de carácter y a obtener una Autorización Electrónica de Viaje antes de la salida. Dichos viajeros no están obligados a pagar el Levy de Conservación y Turismo de Visitantes Internacionales. |
| Nicaragua                       | No se requiere visa               | 90 días            | - Se debe comprar una tarjeta de turista a la llegada. |
| Níger                           | Visa requerida                    |                    | |
| Nigeria                         | eVisa                             | 90 días            | - Los titulares de una aprobación escrita de e-Visa emitida por la Autoridad de Inmigración pueden obtener una visa a la llegada, siempre que posean un formulario de solicitud de visa y un recibo de pago de la solicitud de e-Visa y una carta de invitación de una empresa nigeriana que acepte responsabilidades de inmigración. - Se requiere el Certificado Internacional de Vacunación o Profilaxis si se llega desde un país con riesgo de transmisión de fiebre amarilla. |
| Macedonia del Norte             | No se requiere visa               | 90 días            | - Se requiere el registro con la policía local dentro de las 24 horas posteriores a la llegada. |
| Noruega                         | No se requiere visa               | 90 días            | - 3 meses dentro de un período de 6 meses, independientemente del tiempo pasado previamente en otros países del Área Schengen, pero incluyendo el tiempo pasado en otros países nórdicos. |
| Omán                            | No se requiere visa / eVisa       | 14 días / 30 días  | - Exención de visa válida por 10 días - Varios tipos de exenciones de visa aplican para entradas con visa previa o sellos de entrada. |
| Pakistán                        | Visa en línea                     | 3 meses            | - Autorización de Viaje Electrónica para obtener una visa a la llegada con fines turísticos. - Autorización de Viaje Electrónica para obtener una visa a la llegada con fines comerciales. - Elegible para Visa en línea. |
| Palaos                          | Visa gratuita a la llegada        | 30 días            | |
| Panamá                          | No se requiere visa               | 90 días            | - Denegación de entrada o tránsito a cualquier persona que tenga antecedentes penales. |
| Papúa Nueva Guinea              | eVisa                             | 60 días            | - Disponible en el Aeropuerto Gurney (Alotau), Aeropuerto Mount Hagen, Aeropuerto Port Moresby y Aeropuerto Tokua (Rabaul). |
| Paraguay                        | No se requiere visa               | 90 días            | - Se permite la entrada con una cédula de identidad uruguaya válida que tenga menos de 10 años. - Los uruguayos pueden vivir y trabajar legalmente en Paraguay bajo el acuerdo de inmigración del Mercosur (y Miembros Asociados) sin ningún requisito adicional que ser ciudadano por nacimiento o ciudadano naturalizado por más de 5 años, y pasar una verificación de antecedentes. |
| Perú                            | No se requiere visa               | 183 días           | - Se permite la entrada con una cédula de identidad uruguaya válida que tenga menos de 10 años. - Los uruguayos pueden vivir y trabajar legalmente en Perú bajo el acuerdo de inmigración del Mercosur (y Miembros Asociados) sin ningún requisito adicional que ser ciudadano por nacimiento o ciudadano naturalizado por más de 5 años, y pasar una verificación de antecedentes. |
| Filipinas                       | No se requiere visa               | 30 días            | |
| Polonia                         | No se requiere visa               | 90 días            | - 90 días dentro de cualquier período de 180 días en el Área Schengen. |
| Portugal                        | No se requiere visa               | 90 días            | - 90 días dentro de cualquier período de 180 días en el Área Schengen. |
| Catar                           | No se requiere visa               | 30 días            | |
| Rumania                         | No se requiere visa               | 90 días            | - 90 días dentro de cualquier período de 180 días. |
| Rusia                           | No se requiere visa               | 90 días            | - 90 días dentro de cualquier período de 180 días. |
| Ruanda                          | eVisa / Visa a la llegada         | 30 días            | - Se toman las huellas dactilares de los visitantes - Se requiere el Certificado Internacional de Vacunación o Profilaxis. |
| San Cristóbal y Nieves          | No se requiere visa               | 3 meses            | |
| Santa Lucía                     | No se requiere visa               | 6 semanas          | |
| San Vicente y las Granadinas    | No se requiere visa               | 3 meses            | |
| Samoa                           | No se requiere visa               | 60 días            | |
| San Marino                      | No se requiere visa               |                    | |
| Santo Tomé y Príncipe           | eVisa                             |                    | - Se requiere el Certificado Internacional de Vacunación o Profilaxis. |
| Arabia Saudita                  | Se requiere visa                  |                    | |
| Senegal                         | Se requiere visa                  |                    | - No se requiere visa para pasajeros con una carta de invitación oficial. - Se requiere el Certificado Internacional de Vacunación o Profilaxis. |
| Serbia                          | No se requiere visa               | 90 días            | - 90 días dentro de cualquier período de 6 meses. |
| Seychelles                      | Sistema de Frontera Electrónica   | 3 meses            | |
| Sierra Leona                    | eVisa                             | 3 meses            | - La visa previamente arreglada se puede recoger a la llegada. - Se requiere el Certificado Internacional de Vacunación o Profilaxis. |
| Singapur                        | No se requiere visa               | 30 días            | - Todos los visitantes son registrados con huellas dactilares al llegar y al salir |
| Eslovaquia                      | No se requiere visa               | 90 días            | - 90 días dentro de cualquier período de 180 días en el Área Schengen. |
| Eslovenia                       | No se requiere visa               | 90 días            | - 90 días dentro de cualquier período de 180 días en el Área Schengen. |
| Islas Salomón                   | Se requiere visa                  |                    | - La visa previamente arreglada se puede recoger a la llegada |
| Somalia                         | Visa a la llegada                 | 30 días            | |
| Sudáfrica                       | No se requiere visa               | 90 días            | - Los titulares de pasaportes sin 2 páginas en blanco pueden ser rechazados. |
| Sudán del Sur                   | eVisa                             |                    | - Disponible en línea. - Se debe presentar la autorización de visa impresa en el momento del viaje. |
| España                          | No se requiere visa               | 90 días            | - 90 días dentro de cualquier período de 180 días en el Área Schengen. |
| Sri Lanka                       | ETA / Visa a la llegada           | 30 días            | - La Autorización de Viaje Electrónica también se puede obtener a la llegada. - Exención de visa al estilo estadounidense, obtenga una ETA y viaje. - 30 días ampliables a 6 meses. |
| Sudán                           | Se requiere visa                  |                    | |
| Surinam                         | No se requiere visa               | 90 días            | - Se debe pagar una tarifa de entrada de 25 USD o 25 euros en línea antes de la llegada. - También está disponible la visa electrónica de entrada múltiple. |
| Suecia                          | No se requiere visa               | 90 días            | - 90 días dentro de cualquier período de 180 días en el Área Schengen. |
| Suiza                           | No se requiere visa               | 90 días            | - 90 días dentro de cualquier período de 180 días en el Área Schengen. |
| Siria                           | Se requiere visa                  |                    | - Se requiere registro dentro de 15 días. - No se permite la entrada a personas con pasaportes que contengan visas israelíes o sellos de entrada/salida. - No se requiere visa para ciudadanos extranjeros con prueba de origen sirio, como una tarjeta de identificación o pasaporte. - Los hombres con doble ciudadanía entre 17 y 42 años necesitan un libro de servicio militar. - Si el ejército no les perdona, los ciudadanos con doble ciudadanía pueden solicitar una visa de visita una vez al año a través de la embajada.                                                                      |
| Tayikistán                      | eVisa                             | 45 días            | |
| Tanzania                        | eVisa / Visa a la llegada         | 90 días            | |
| Tailandia                       | Se requiere visa                  |                    | - Máximo dos visitas al año si no llega por aire. |
| Timor Oriental                  | Visa a la llegada                 | 30 días            | - No disponible en todos los puntos de entrada. |
| Togo                            | eVisa                             | 15 días            | |
| Tonga                           | Se requiere visa                  |                    | |
| Trinidad y Tobago               | No se requiere visa               | 90 días            | |
| Túnez                           | Se requiere visa                  |                    | |
| Turquía                         | No se requiere visa               | 3 meses            | - 90 días dentro de cualquier período de 180 días. |
| Turkmenistán                    | Se requiere visa                  |                    | |
| Tuvalu                          | Visa a la llegada                 | 1 mes              | |
| Uganda                          | eVisa                             | 3 meses            | - Determinado en el puerto de entrada. - Debe solicitar en línea al menos 2 días hábiles antes del viaje. - Las aerolíneas pueden negar a los pasajeros el permiso para abordar vuelos a Uganda sin pruebas de que hayan solicitado con éxito una e-Visa. - Las autoridades de inmigración de Uganda pueden requerir documentación adicional, incluyendo prueba de un boleto de avión de regreso y un itinerario detallado del recorrido en Uganda. - Se requiere el Certificado Internacional de Vacunación o Profilaxis.                                                                                 |
| Ucrania                         | No se requiere visa               | 90 días            | - 90 días dentro de cualquier período de 180 días. |
| Emiratos Árabes Unidos          | No se requiere visa               | 90 días            | - Extensión posible con una tarifa. - Escaneo del iris al llegar. |
| Reino Unido                     | No se requiere visa               | 6 meses            | - Hasta 90 días si llega desde Irlanda (Área de Viaje Común) |
| Estados Unidos                  | Se requiere visa                  |                    | |
| Uzbekistán                      | eVisa                             | 30 días            | |
| Vanuatu                         | No se requiere visa               | 30 días            | |
| Ciudad del Vaticano             | No se requiere visa               | N/A                | - Fronteras abiertas pero sigue de facto la política de visas italiana. - No hay alojamiento extranjero, la residencia está restringida solo a los ciudadanos del Vaticano. |
| Venezuela                       | No se requiere visa               | 90 días            | - Se permite la entrada con una cédula de identidad uruguaya válida que tenga menos de 10 años. |
| Vietnam                         | eVisa                             |                    | - La e-Visa es válida por 90 días y múltiples entradas. - Exención de visa para Phú Quốc por hasta 30 días. |
| Yemen                           | Se requiere visa                  |                    | - Registro obligatorio. - Se requiere visa de salida para estadías superiores a 30 días. |
| Zambia                          | eVisa / Visa a la llegada         | 90 días            | - También es elegible para una visa universal que permite el acceso a Zimbabue. - Todos los visitantes son registrados por huella dactilar. - Se requieren dos páginas en blanco. - Se requiere el Certificado Internacional de Vacunación o Profilaxis. |
| Zimbabue                        | Visa a la llegada                 | 30 días            | - También es elegible para una visa universal que permite el acceso a Zambia. - Solo para fines turísticos. |

## Territorios y áreas disputadas
Requisitos de visa para ciudadanos uruguayos para visitas a varios territorios, áreas disputadas y zonas restringidas:
| Visitante en                                                          | Requisito de visa                 | Notas (excluyendo tasas de salida) |
| --------------------------------------------------------------------- | --------------------------------- | --- |
| Abjasia                                                               | Se requiere visa                  | |
| Isla Apipé e Isla del medio                                           | No se requiere visa               | - Al ser territorios argentinos, se aplica la misma política de visa. |
| Kosovo                                                                | No se requiere visa               | 90 días |
| Chipre del Norte                                                      | No se requiere visa               | |
| Mayotte                                                               | No se requiere visa               | 90 días |
| Palestina                                                             | No se requiere visa               | Llegada por mar a la Franja de Gaza no permitida. |
| Sahara Occidental                                                     | No claro                          | Régimen de visa no definido en el territorio controlado del Sáhara Occidental en la Zona Libre. |
| Reunión                                                               | No se requiere visa               | 90 días |
| Somalilandia                                                          | Visa a la llegada                 | 30 días por 30 dólares, pagaderos a la llegada. |
| Sudán fuera de Jartum                                                 | Se requiere permiso de viaje      | - Todos los extranjeros que viajen más de 25 kilómetros fuera de Jartum deben obtener un permiso de viaje. |
| Darfur                                                                | Se requiere permiso de viaje      | - Se requiere un permiso de viaje separado. |
| Territorio Británico del Océano Índico                                | Se requiere permiso especial      | - Se requiere permiso especial. |
| Hong Kong                                                             | No se requiere visa               | 90 días |
| Áreas protegidas y restringidas de India                              | Se requiere PAP/RAP               | - Se requiere Permiso de Área Protegida (PAP) para todos los estados de Nagaland y Sikkim y partes de los estados de Manipur, Arunachal Pradesh, Uttaranchal, Jammu y Cachemira Rajasthan, Himachal Pradesh. - Se requiere Permiso de Área Restringida (RAP) para todo el territorio de Islas Andamán y Nicobar y partes de Sikkim. - Algunos de estos requisitos se levantan ocasionalmente por un año. |
| Kurdistán iraquí                                                      | eVisa                             | 30 días |
| Baikonur y Priozersk                                                  | Se requiere permiso especial      | - Se requiere permiso especial para la ciudad de Baikonur y áreas circundantes en Óblast de Kyzylorda, y la ciudad de Priozersk cerca de Almaty. |
| Isla Kish                                                             | No se requiere visa               | - Los turistas para la Isla Kish no requieren visa. |
| Macao                                                                 | No se requiere visa               | 90 días |
| Sabah y Sarawak                                                       | No se requiere visa               | |
| Maldivas fuera de Malé                                                | Se requiere permiso               | - En general, se prohíbe a los turistas visitar islas que no sean resorts sin el permiso expreso del Gobierno de las Maldivas. |
| Provincia Autónoma de Gorno-Badakhshan                                | Se requiere permiso OIVR          | - Se requiere permiso OIVR. - Se requiere permiso especial para el Lago Sarez. |
| Región Autónoma del Tíbet                                             | Se requiere TTP                   | - Se requiere Permiso de Viaje a Tíbet además de la visa china. |
| La Meca y Medina                                                      | Se requiere acceso especial       | |
| Ciudades cerradas de Turkmenistán                                     | Se requiere permiso especial      | - Se requiere un permiso especial, emitido antes de la llegada por el Ministerio de Asuntos Exteriores, si se visita los siguientes lugares: Atamurat, Cheleken, Dashoguz, Serakhs y Serhetabat. |
| Phú Quốc                                                              | No se requiere visa               | 30 días |
| Yemen fuera de Sana'a o Adén                                          | Se requiere permiso especial      | |
| Åland                                                                 | No se requiere visa               | 3 meses |
| Anguila                                                               | No se requiere visa               | 3 meses |
| Aruba                                                                 | No se requiere visa               | 30 días |
| Bermudas                                                              | No se requiere visa               | 6 meses |
| Caribe Neerlandés (Bonaire, San Eustaquio y Saba)                     | No se requiere visa               | 180 días |
| Islas Vírgenes Británicas                                             | No se requiere visa               | 30 días |
| Islas Caimán                                                          | No se requiere visa               | 6 meses |
| San Andrés y Leticia                                                  | Tarjeta de turista a la llegada   | |
| Curazao                                                               | No se requiere visa               | 6 meses |
| Antillas Francesas (Martinica, Guadalupe, San Martín y San Bartolomé) | No se requiere visa               | 3 meses |
| Groenlandia                                                           | No se requiere visa               | |
| Montserrat                                                            | No se requiere visa               | 6 meses |
| Puerto Rico                                                           | Se requiere visa                  | |
| San Martín                                                            | No se requiere visa               | 6 meses |
| Islas Turcas y Caicos                                                 | No se requiere visa               | 90 días |
| Islas Vírgenes de los Estados Unidos                                  | Se requiere visa                  | |
| Brest y Grodno                                                        | No se requiere visa               | 10 días |
| Crimea                                                                | No se requiere visa               | |
| Nueva Rusia                                                           | Área restringida                  | - Cruzar desde Ucrania requiere explicar el propósito de la visita al control de pasaportes ucraniano en la salida y a aquellos que entraron desde Rusia no se les permite continuar más en Ucrania. |
| Islas Feroe                                                           | No se requiere visa               | |
| Gibraltar                                                             | No se requiere visa               | |
| Guernsey                                                              | No se requiere visa               | |
| Isla de Man                                                           | No se requiere visa               | |
| Jan Mayen                                                             | Se requiere permiso               | 24 horas |
| Jersey                                                                | No se requiere visa               | |
| Ciudades cerradas de Rusia                                            | Se requiere autorización especial | - Varias ciudades y regiones cerradas en Rusia requieren autorización especial. |
| Osetia del Sur                                                        | No se requiere visa               | - Se requiere visa de entrada múltiple a Rusia y notificación previa de tres días para entrar en Osetia del Sur. |
| Svalbard                                                              | No se requiere visa               | Ilimitado |
| Transnistria                                                          | No se requiere visa               | 24 horas |
| Samoa Americana                                                       | Se requiere visa                  | |
| Islas Ashmore y Cartier                                               | Se requiere autorización especial | |
| Isla Clipperton                                                       | Se requiere permiso especial      | |
| Islas Cook                                                            | No se requiere visa               | 31 días |
| Provincia Lau                                                         | Se requiere permiso especial      | |
| Polinesia Francesa                                                    | No se requiere visa               | 90 días |
| Guam                                                                  | Se requiere visa                  | |
| Niue                                                                  | No se requiere visa               | 30 días |
| Nueva Caledonia                                                       | No se requiere visa               | 90 días |
| Islas Marianas del Norte                                              | Se requiere visa                  | |
| Islas Pitcairn                                                        | No se requiere visa               | 14 días |
| Tokelau                                                               | Se requiere permiso de entrada    | |
| Galápagos                                                             | Se requiere preinscripción        | |
| Guayana Francesa                                                      | No se requiere visa               | 3 meses |
| Islas Malvinas                                                        | No se requiere visa               | 1 mes |
| Islas Georgias del Sur y Sandwich del Sur                             | Se requiere permiso               | |
| Antártida                                                             | Se requieren permisos especiales  | |